# 小行星10311
小行星10311（10311 Fantin-Latour）是一颗绕太阳运转的小行星，为主小行星带小行星。该小行星于1990年8月16日发现。

## 轨道参数
小行星10311的轨道半长轴为2.8591221 UA，离心率为0.007。